# Гуннарссон, Карл (футболист)
Свен Карл Виллиам Гуннарссон (швед. Sven Karl William Gunnarsson; род. 1 октября 2005) — шведский футболист, полузащитник клуба «Вестерос».

## Клубная карьера
Футболом начал заниматься в клубе «Фёрслёв». Затем перешёл в молодёжную команду «Энгельхольма». В июне 2022 года впервые сыграл за основной состав в матче первого раунда кубка Швеции с «Твоокером». В августе того же года во встрече с «Венерсборгом» дебютировал в первом дивизионе. В январе 2023 года подписал с клубом первый профессиональный контракт.
В марте 2024 года подписал контракт на три с половиной года с «Вестеросом». Присоединился к клубу летом того же года. 28 июля в игре с «Хеккеном» дебютировал в чемпионате Швеции, заменив на 86-й минуте Маркуса Линдая.

## Клубная статистика
| Выступление      | Выступление      | Выступление      | Лига | Лига | Кубки | Кубки | Конт. кубки | Конт. кубки | Разное | Разное | Итого | Итого |
| Клуб             | Лига             | Сезон            | Игры | Голы | Игры  | Голы  | Игры        | Голы        | Игры   | Голы   | Игры  | Голы  |
| ---------------- | ---------------- | ---------------- | ---- | ---- | ----- | ----- | ----------- | ----------- | ------ | ------ | ----- | ----- |
| Энгельхольм      | Дивизион 1       | 2022             | 8    | 0    | 1     | 0     | 0           | 0           | 0      | 0      | 9     | 0     |
| Энгельхольм      | Дивизион 1       | 2023             | 28   | 1    | 0     | 0     | 0           | 0           | 2      | 0      | 30    | 1     |
| Энгельхольм      | Дивизион 1       | 2024             | 13   | 0    | 0     | 0     | 0           | 0           | 0      | 0      | 13    | 0     |
| Энгельхольм      | Итого            | Итого            | 49   | 1    | 1     | 0     | 0           | 0           | 2      | 0      | 52    | 1     |
| Кальмар          | Алльсвенскан     | 2024             | 1    | 0    | 0     | 0     | 0           | 0           | 0      | 0      | 1     | 0     |
| Кальмар          | Итого            | Итого            | 1    | 0    | 0     | 0     | 0           | 0           | 0      | 0      | 1     | 0     |
| Всего за карьеру | Всего за карьеру | Всего за карьеру | 50   | 1    | 1     | 0     | 0           | 0           | 2      | 0      | 53    | 1     |